# Marquesado de Villa Real de Purullena
El marquesado de Villa Real de Purullena es un título nobiliario español creado por Felipe IV, el 19 de agosto de 1627, a favor de María de Benavides de la Cueva y Sandoval, hija del I marqués de Jabalquinto. Su nombre se refiere al municipio andaluz de Purullena, en la provincia de Granada.

## Marqueses de Villa Real de Purullena
- María de Benavides de la Cueva y Sandoval, I marquesa de Villa Real de Purullena;
- Bernardo Francisco de Benavides y Benavides, II marqués de Villa Real de Purullena;
- Isabel de Benavides, III marquesa de Villa Real de Purullena;
- Isabel Francisca de Benavides, IV marquesa de Villa Real de Purullena;
- Gaspar Alfonso-Pimentel y Benavides, V marqués de Villa Real de Purullena (IV marqués de Jabalquinto);
- Francisco Alfonso Pimentel y de la Cueva (1655-1709), VI marqués de Villa Real de Purullena (XII Conde y IX Duque de Benavente);

Los titulares enajenaron el título, previa Real Facultad, haciéndose nueva merced el 31 de marzo de 1751 a favor de:
- Agustín Ortuño-Ramírez y Rueda, VII marqués de Villa Real de Purullena;
- Juana Ortuño-Ramírez, VIII marquesa de Villa Real de Purullena;
- Pascuala Ortuño y Somoza, IX marquesa de Villa Real de Purullena;
- Miguel Iribarren y Ortuño, X marqués de Villa Real de Purullena;
- Francisca de Paula Iribarren y Ansoategui, XI marquesa de Villa Real de Purullena;
- Miguel Ángel de Torres e Iribarren, XII marqués de Villa Real de Purullena; coronel del Cuerpo de Ingenieros, fallecido el 25 de febrero de 1937.[4]
- Miguel Ángel de Torres y Delgado, XIII marqués de Villa Real de Purullena;
- Miguel de Torres y Topete, XIV marqués de Villa Real de Purullena. Actual titular.[1]

## Armas
«En campo de oro, un árbol, de sinople, y saliendo de su copa, un brazo armado, con una lanza en la mano, que mete por la boca de un oso. Bordura de plata con ocho armiños de sable.»